# Amarillo 77
Amarillo 77 – album koncertowy Elvisa Presleya. Został nagrany podczas występu na żywo 24 marca 1977 r. w Amarillo. Elvis miał na sobie King of Spades suit. Album został wydany w 2011 roku.

## Lista utworów
1. „That’s All Right”
2. „Are You Lonesome Tonight?”
3. „Reconsider Baby” (excerpt)
4. „Love Me”
5. „If You Love Me”
6. „You Gave Me a Mountain”
7. „Jailhouse Rock”
8. „’O sole mio – It’s Now or Never”
9. „Little Sister”
10. „Teddy Bear – Don’t Be Cruel”
11. „My Way”
12. „Intro” - 27 marca 1977 r. Abilene, TX
13. „Early Morning Rain” - 27 marca 1977 r. Abilene, TX
14. „What’d I Say” - 27 marca 1977 r. Abilene, TX
15. „Johnny B. Goode” - 27 marca 1977 r. Abilene, TX
16. „Drums Solo” - 27 marca 1977 r. Abilene, TX
17. „Bass Solo” - 27 marca 1977 r. Abilene, TX
18. „Piano Solo” - 27 marca 1977 r. Abilene, TX
19. „Electric Piano Solo” - 27 marca 1977 r. Abilene, TX
20. „School Days” - 27 marca 1977 r. Abilene, TX
21. "Hurt"
22. „Hound Dog”
23. „Can’t Help Falling in Love”

## Bonus
1. „And I Love You So”, „Fever”, „Love Me Tender”, „Blue Suede Shoes” (30 marca 1977 r. Alexandria, LA)
2. „Steamroller Blues”, „Help Me” (28 marca 1977 r. Austin, TX)
3. „Why Me Lord”, „Bossom of Abraham”, „You Better Run”, „How Great Thou Art” (29 marca 1977 r. Alexandria, LA)
4. „Tryin’ To Get To You” (27 marca 1977 r. Abilene, TX)